# Dunet egebregne
Dunet Egebregne (Phegopteris connectilis), eller dunbregne, er en bregne med 10-40 cm lange, langstilkede, tæt dunhårede blade. Den danner lange udløbere og er bestanddannende. Dunet Egebregne vokser på fugtig bund i løvskove. Den er også kaldt dunbregne.

## Kendetegn
Dunet Egebregne er 10-40 cm høj, opret af vækst og kendes nemt på, at det nederste par bladflige på hvert blad hænger tydeligt nedad i forhold til de andre. Den vokser enkeltvis i stedet for i en klynge, som det ellers er almindeligt blandt bregnerne. Sammenlignet med andre danske bregner er den mindre og har en lysere grøn farve.

## Beskrivelse
Bladet er ujævnt og svagt hvidhåret, og bladnerverne har små skæl. Bladet er dobbeltfliget, og på sekundærfligens underside sidder 2 rækker af brunlige sporehushobe (sori). Bladstilken er brun eller brunrød nederst, og har svag hvid behåring på den grønne stilk. Bladene er enkeltstående på oprette stængler, og bladstilken er ofte længere end bladpladen.
Jordstænglen er tynd, krybende og har både skældække og behåring.
Højde x bredde: 0,50 x 0,40 m.

## Voksested
Forekommer på den nordlige halvkugle i tempereret klima, men ikke i områder med kontinentalt klima i det indre af Canada og Sibirien.
Dunet Egebregne vokser i hele Skandinavien, op til 1.200 m.o.h. I Danmark hist og her på fugtig bund i løvskov, især på Øerne og i Østjylland. Den forekommer i hele Europa, men er sjælden i Sydeuropa.

## Anvendelse
Ses hist og her som haveplante i skovbundsbedet.
| Portal | Portal:Botanik |